# Alfredo Proia
Alfredo Proia o Alfredo Proja (Pescina, 11 luglio 1890 – Roma, 23 ottobre 1950) è stato un giornalista, produttore cinematografico e politico italiano.
Democristiano, fu uno dei candidati alla Presidenza provvisoria della Repubblica nel 1946, venne eletto all'Assemblea Costituente, poi fu deputato durante la I Legislatura fino alla sua scomparsa nell'ottobre del 1950, venendo sostituito dal primo dei non eletti, Lorenzo Natali.
Fu proprietario della casa di distribuzione Generalcine e del consorzio romano I.C.A.R. Film, primo presidente dell'ANICA, padre del regista Gianni Proia.

## Biografia
Formatosi nelle file dell'Azione cattolica e del Partito Popolare, da giovanissimo fu uno degli iniziatori del movimento cristiano «Unioni professionali», le quali costituiscono il primo nucleo della Confederazione Generale Bianca del Lavoro.
Fu redattore politico parlamentare de L'Osservatore romano, tenendo contemporaneamente l'ufficio di corrispondenza politico de Il Cittadino di Mantova e de La Difesa del popolo.
Fu il fondatore e direttore del quotidiano L'Avvenire delle Puglie di Bari (1918-1921), l'organo di informazione della diocesi di mons. Giulio Vaccaro; collaborò alla fondazione de Il Popolo (dal 1923) con Donati e Fuschini.
Sorvegliato in seguito dalla polizia, fu costretto ad abbandonare la sua attività politica e giornalistica, dedicandosi agli studi. Fu autore di vari volumi su La Roma nel Cinquecento e La Roma nel Rinascimento insieme a Pietro Romano (1874-1961).
Nel 1929 riprese la sua attività dedicandosi in particolar modo alla produzione cinematografica, con la direzione di associazioni e società di settore: dal maggio del 1936 fu amministratore unico della Soc. An. Industrie Cinematografiche Artistiche Romane (I.C.A.R.) per la produzione di film, attiva dal 1934 (tra i film, Seconda B, Ginevra degli Almieri, Lo smemorato, Scandalo per bene, Fedora, Il nostro prossimo e tanti altri); dall'agosto 1936 presidente della Soc. Gen. It. Cinematografica Generalcine per la distribuzione e il noleggio di film; presidente della Soc. An. Arti Grafiche Artistiche Romane (A.G.A.R.) - rotocalco fotoincisione per corredo pubblicitario films -, costituitasi nel maggio del 1939; fu eletto presidente dell'Associazione Nazionale Industrie Cinematografiche ed Affini (ANICA) nel 1945.
Eletto deputato alla Costituente, nel XXI Collegio dell'Aquila, con 31.786 voti, intervenendo 18 volte nelle discussioni parlamentari.
Fu rieletto deputato per la I Legislatura nel XX Collegio L'Aquila - Pescara - Chieti - Teramo, con 22.459 voti. Fece parte, fra l'altro, della IV Commissione: Finanze e Tesoro.

## Incarichi alla Camera dei deputati
- Componente della IV Commissione (Finzanze e Tesoro) - I Legislatura
- Componente della Commissione speciale per l'esame e l'approvazione dei Disegni di legge sul teatro e sulla cinematografia (nn.928 e 929) - I Legislatura

## Opere
- Pietro Mazarini e i suoi, Tivoli, Arti grafiche A. Chicca, 1933.
- La Roma nel Rinascimento, Roma, Tipografia Agostiniana, 1933-1939.
- La Roma nel Cinquecento, 1935-1937.